# Inclusão digital

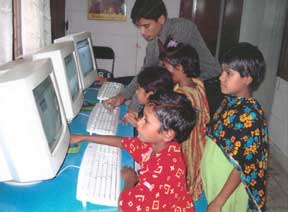
Crianças usando o computador

Inclusão digital é o processo de democratização do acesso às tecnologias da Informação, de modo a permitir a inserção de todos na sociedade da informação. Inclusão digital é também uma forma de simplificar a sua rotina diária, maximizar o tempo e as suas potencialidades. Um incluído digitalmente não é aquele que apenas utiliza essa nova linguagem, que é o mundo digital, para trocar e-mails, mas aquele que usufrui desse suporte para melhorar as suas condições de vida a fim de buscar novas oportunidades de emprego, meios de comunicação, formas de obter aprendizado entre outras. Assim, trazer mais benefícios para a vida pessoal e profissional do cidadão.
A inclusão digital, para acontecer, precisa de três instrumentos básicos, que são: dispositivo para conexão, acesso à rede e o domínio dessas ferramentas, pois não basta apenas o cidadão possuir um simples computador conectado à internet para que ele seja considerado um incluído digital. Ele precisa saber o que fazer com essas ferramentas.
Entre as estratégias inclusivas estão projetos e ações (ofertados pelo Sesc e pelo SENAI), que facilitam o acesso de pessoas de baixa renda às Tecnologias da Informação e Comunicação (TIC). A inclusão digital volta-se também para o desenvolvimento de tecnologias que ampliem a acessibilidade para usuários com deficiência.
Dessa forma, toda a sociedade pode ter acesso a informações disponíveis na Internet, e assim produzir e disseminar conhecimento. A inclusão digital insere-se no movimento maior de inclusão social, um dos grandes objetivos compartilhados por diversos governos ao redor do mundo nas últimas décadas.
Dois novos conceitos são incorporados às políticas de inclusão digital: a acessibilidade de todos às TIs (e-Accessibility), neste caso, não somente a população deficiente; e a competência de uso das tecnologias na sociedade da informação (e-Competences).
É importante ressaltar que a literatura tem apontado que as desigualdades relativas às formas de acesso à comunicação digital são de diversas naturezas. Em outras palavras, é preciso compreender tal fenômeno como algo que vai além da mera falta de acesso a computadores, partindo-se para uma avaliação que leve em conta desigualdades geográficas ou relativas ao domínio que cada usuários têm quanto aos softwares mais comuns. Nesse sentido, as políticas públicas devem se dedicar a enfrentar tais problemas nas suas mais diversas dimensões.
A Educação Inclusiva está em evidência. Com a modernidade os avanços na comunicação e o partilhar de ideias e pensamentos, o que conceitua a ideia de inclusão está presente em uma grande maioria de escolas, mas que ainda precisam de estruturas para atender a diversidade de deficiências na inclusão, e para isso funcionar temos uma área que nos auxilia e muito que é a Tecnologia, contribuindo para um melhor aprendizado, mas seus recursos atendem  positivamente a esses alunos; a escola e  professores possuem  uma rotina pedagógica diversificada e ampla que atende o desenvolvimento cognitivo  e intelectual desse aluno? 
A Lei de Diretrizes e Bases de 1996 mostra a inclusão como modalidade de educação igualitário nas escolas regulares e assegurando o atendimento educacional em escolas especializadas quando não for possível a integração do aluno em ensino regular. (LBD,1996)
Vemos o papel das escolas como instituição social. O aprendizado quando introduzido intelectualmente seja em mentes “normais” ou com algum tipo de anormalidade, desde que venha de um processo pedagógico amplo, todos os alunos inclusive os da inclusão são beneficiados pois cada um tem uma forma de aprender e eternizar esse processo de aprendizagem.

## Inclusão digital de idosos
A participação ativa de idosos em entornos tecnológicos pode representar um papel fundamental na melhora da saúde e da qualidade de vida destas pessoas. A Internet e suas múltiplas ferramentas possibilitam que as pessoas da terceira idade sigam aprendendo e exercitando a mente através dos conteúdos disponíveis no meio digital, evitem o isolamento e a solidão, fortaleçam e ampliem sua rede de comunicação com outras pessoas, se entretenham, assegurem sua participação no contexto político, cultural e social e permaneçam atualizados sobre os acontecimentos do mundo.

## Inclusão digital no Brasil

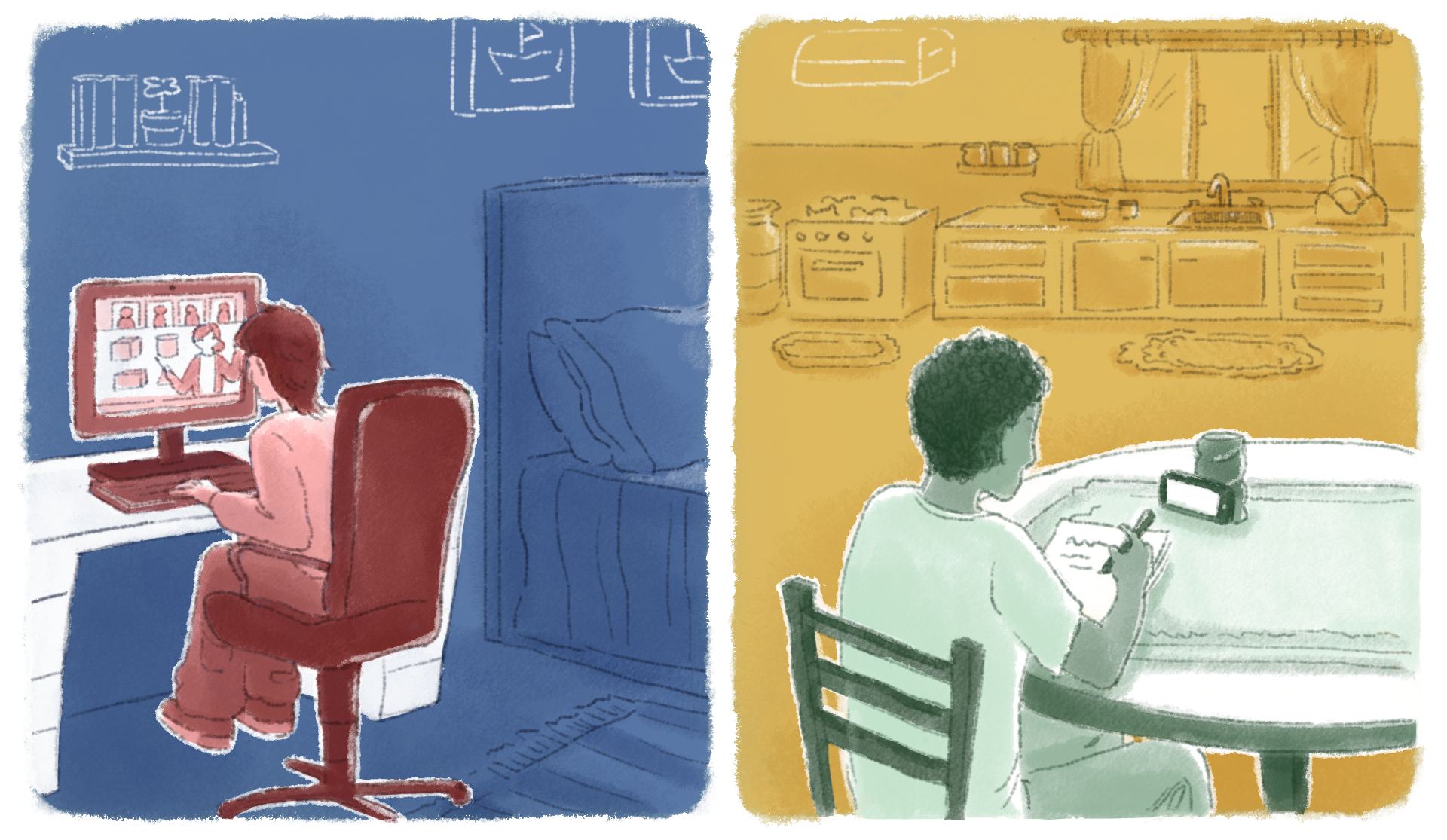
Ilustração sobre como as diferenças nas condições de acesso ao digital impactam diretamente na qualidade do ensino à distância.

Dentro dessa perspectiva o Brasil vem buscando desenvolver ações diversas, visando a inclusão digital como parte da visão de sociedade inclusiva. Desde que entrou em prática, no final de novembro de 2005, o projeto de inclusão digital do governo federal, Computador para Todos - Projeto Cidadão Conectado registrou mais de 19 mil máquinas financiadas até meados de janeiro.
Pouco menos de 2% da meta do programa, se levarmos em conta apenas os dados de financiamento, que é vender um milhão de máquinas para consumidores com renda entre três e sete salários mínimos nos próximos 12 meses. Os dados de financiamento são da Caixa Econômica Federal, que financiou 1.181 equipamentos. O Magazine Luiza, único varejista que obteve uma linha de crédito do BNDES, parcelou 18.186 computadores.
O PC dispõe do sistema operacional Linux e um conjunto de softwares livres com 26 aplicativos, como editor de texto, aplicações gráficas e antivírus. Além disso, há suporte técnico durante um ano e as atualizações são gratuitas e periódicas.
O Brasil conta com um recurso total de 250 milhões de reais, provenientes do Fundo de Amparo ao Trabalhador (FAT). O financiamento do Computador para Todos pode ser feito pelo Banco do Brasil e pela Caixa Econômica Federal, além de redes varejistas, que têm se cadastrado junto a uma linha especial de crédito do Banco Nacional de Desenvolvimento Econômico e Social (BNDES).
Com os esforços de "inclusão digital" outros públicos também compõem o alvo de seu trabalho: idosos, pessoas com deficiência, população de zonas de difícil acesso, dentre outros. A ideia é que as Tecnologias da Informação vieram para ficar e, no futuro, quem não estiver "incluído digitalmente" viverá sob uma limitação social importante, perdendo inclusive direitos garantidos à cidadania, aliado a isto existe a necessidade do acesso pleno à educação.
Atualmente segundo dados fornecidos pelo Secretário de Logística e TI do Ministério da Fazenda, Rogério Santanna, existem 7.755 telecentros em funcionamento no Brasil. Entretanto, estas unidades, criadas em 2005 pelo poder público para fomentar o acesso à Internet, caminham na contramão dos pontos de acesso à Rede Mundial que não param de crescer. Em 2007, os telecentros foram responsáveis por 6% dos acessos no país, o que revelou um crescimento de 100% em relação a 2006. Mas em 2008 este número caiu pela metade e ficou em 3%, segundo dados do TIC Domicílios 2008.
Em julho de 2003, com o estabelecimento de parcerias entre diversos órgãos do Governo Federal — incluindo os ministérios das Comunicações, do Planejamento, da Educação, da Defesa e o Instituto Nacional de Tecnologia da Informação — foi lançado o Programa GESAC (Governo Eletrônico – Serviço de Atendimento ao Cidadão).
Atualmente, o Brasil conta com aproximadamente 3.200 pontos de presença instalados em mais de 2.500 municípios, interligando cerca de 28 mil computadores em rede com acesso à internet. O objetivo do programa é promover a inclusão digital como instrumento de desenvolvimento autossustentável e de fortalecimento da cidadania, especialmente entre populações que, de outra forma, não teriam acesso aos serviços de informação. O GESAC oferece conexão em alta velocidade via satélite, atuando principalmente em escolas públicas, unidades militares e telecentros comunitários.
Importante avanço para a temática, o Marco Civil da Internet (Lei nº 12.965/2014) elencou a Inclusão Digital como um dos objetivos da promoção da internet no Brasil. De fato, o art. 4º, inciso I, da referida legislação positiva que a disciplina do uso da internet no país tem por objetivo a promoção "do direito de acesso à internet a todos".
Destaca-se que me 2003 entrou em vigor no Brasil a Lei nº10.742/2003 (Estatuto do Idosos), o qual se destina a resguardar direitos gerais e específicos da terceira idade. Embora o legislador não tenha previsto expressamente direitos referentes ao acesso à internet, o art. 3º impõe ao Poder Público a obrigação de efetivar, com absoluta prioridade, a efetivação do direito à cultura, ao lazer e à cidadania. Em tempos contemporâneos, não se pode imaginar que tais direitos sejam alcançados sem a inclusão digital do idoso.
Não obstante o dever de defesa dos direitos dos idosos seja estendido também à família e à sociedade como um todo, a mesma legislação traz ainda como dever do Estado a formulação de políticas públicas sociais específicas para essa população, com a absoluta prioridade. Nesse sentido, o Poder Público deve promover programas específicos para a promoção da inclusão digital do idoso, a exemplo de bibliotecas com acesso público à internet, acompanhados por instrutores profissionais que possam facilitar o aprendizado.

### Programas de Inclusão Digital no Brasil
Mantido e criado pela Prefeitura de São Paulo, o Telecentros (também conhecido como Programa Telecentros) é um dos  maiores programas de Inclusão Digital e Social, que contava em março de 2007 com 158 unidades (com 20 computadores e 1 impressora em cada unidade). Atua em todas as regiões da capital de São Paulo, oferecendo Cursos básicos e avançados de Informática e outros Cursos e oficinas de acordo com a necessidade local de cada unidade. Também oferece livre acesso à Internet. O Programa Telecentros tem sido elogiado frequentemente pela Comunidade Internacional de Software Livre e os cidadãos de São Paulo[carece de fontes?].
Outro importante programa de Inclusão Digital é o Programa Acessa São Paulo, premiado internacionalmente[carece de fontes?], tendo aproximadamente quatrocentos postos de atendimento no Estado de São Paulo.
No Rio Grande do Sul tem-se a iniciativa inclusiva do Programa Sinergia Digital, criado e mantido pela PUCRS. Atende crianças, adolescentes e adultos, incluindo a chamada terceira idade, buscando uma formação integral do aluno. Os adolescentes de vilas carentes em torno da PUC recebem cerca de 70 horas de aula de informática e mais 30 horas de atividades esportivas, culturais e sociais[carece de fontes?]. As turmas têm acompanhamento socioeducativo (por acadêmicos de Psicologia), palestras e dinâmicas de grupo. As aulas são realizadas no mesmo laboratório de informática que atende alunos de graduação e pós-graduação da Faculdade de Administração, Contabilidade e Economia da PUCRS. Os alunos recebem ajuda de custo para o transporte até a PUCRS[carece de fontes?].
No Espírito Santo existem 69 pontos instalados pelo Programa, dos quais 9 são escolas pertencentes às Prefeituras Municipais, conectadas pelo Programa GESAC, e 54 são escolas atendidas pelo Proinfo - Programa Nacional de Informática na Educação, um programa educacional criado em 9 de abril de 1997 pelo Ministério da Educação para promover uso da telemática como ferramenta de enriquecimento pedagógico no ensino público fundamental e médio. O Proinfo é desenvolvido pela Secretaria de Educação à Distância - SEED, por meio do Departamento de Informática na Educação a Distância - DEIED, em parceria com as Secretarias Estaduais e algumas Secretarias Municipais de Educação.
Além de escolas existem outras instituições que também receberam a antena para conexão à internet via satélite, como o CIDAP - Centro Integrado de Desenvolvimento dos Assentados e Pequenos Agricultores do Espírito Santo.
O Proinfo no Estado está estruturado a partir de quatro Núcleos de Tecnologia Educacional (NTE), que encontram-se distribuídos em diferentes regiões do Estado: norte (NTE de São Mateus), noroeste (NTE de Colatina), sul (NTE de Cachoeiro de Itapemirim) e na região metropolitana (NTE Metropolitano de Vitória). Esses Núcleos são responsáveis pela capacitação, acompanhamento e avaliação do Programa nas escolas situadas nas áreas de abrangência de cada um dos citados núcleos.
O Programa de Democratização do Acesso às Tecnologias de Informação e Comunicação (NAVEGAPARÁ), lançado no dia 30 de março de 2007, é um programa do Governo do Estado do Pará. O NAVEGAPARÁ vem criando uma rede de comunicações para interligar, em todo o Estado do Pará, as unidades de governo como instituições públicas de ensino e pesquisa, hospitais, postos de saúde, órgãos de segurança pública e espaços públicos de acesso geral da população. As redes de banda larga sem fio estão sendo instaladas a princípio em 15 cidades paraenses, por meio de uma linha óptica baseada nos padrões COS (Cabo Óptico de Superfície) que está implementada com 2 mil quilômetros de extensão. Cada uma das 15 cidades possui uma estação de rádio base, que opera em 5.7 GHz e atende cerca de 30 clientes que utilizam um transceptor individual de banda larga para acessar a rede. A infraestrutura disponibilizada é de grande importância aos governos locais, pois oferece centros públicos de internet, provendo acesso gratuito aos computadores, incluindo treinamento aos usuários do projeto para operação das máquinas no trabalho e no cotidiano.
O NAVEGAPARÁ é executado pela Secretaria de Desenvolvimento, Ciência e Tecnologia do Estado do Pará (Sedect) e Empresa de Processamento de Dados do Estado do Pará (Prodepa) e conta com 5 projetos: Metrobel, Infovias, Cidades Digitais, Infocentros e Telecentros de Negócios.
O Banco do Brasil desenvolve um programa de inclusão digital, onde são mantidos um sistema LTSP (Tucunaré) e a doação de computadores e suprimentos para a montagem de telecentros em todo o brasil.
O projeto cidades digitais é um projeto governamental que visa o desenvolvimento dos municípios brasileiros através da tecnologia, oferecendo acesso a internet em locais de acesso público, como praças parques e rodoviárias. O objetivo é ampliar o acesso aos serviços públicos de forma livre e gratuita.